# Staré Buky
Obec Staré Buky (německy Altenbuch) se nachází v okrese Trutnov, kraj Královéhradecký, 5 km jihovýchodně od Trutnova a 35 km severně od Hradce Králové. 
Obcí protéká Starobucký potok. Žije zde 666 obyvatel.

## Historie
První písemná zmínka o obci pochází z roku 1355.

## Části obce
- Horní Staré Buky
- Prostřední Staré Buky
- Dolní Staré Buky

## Další fotografie

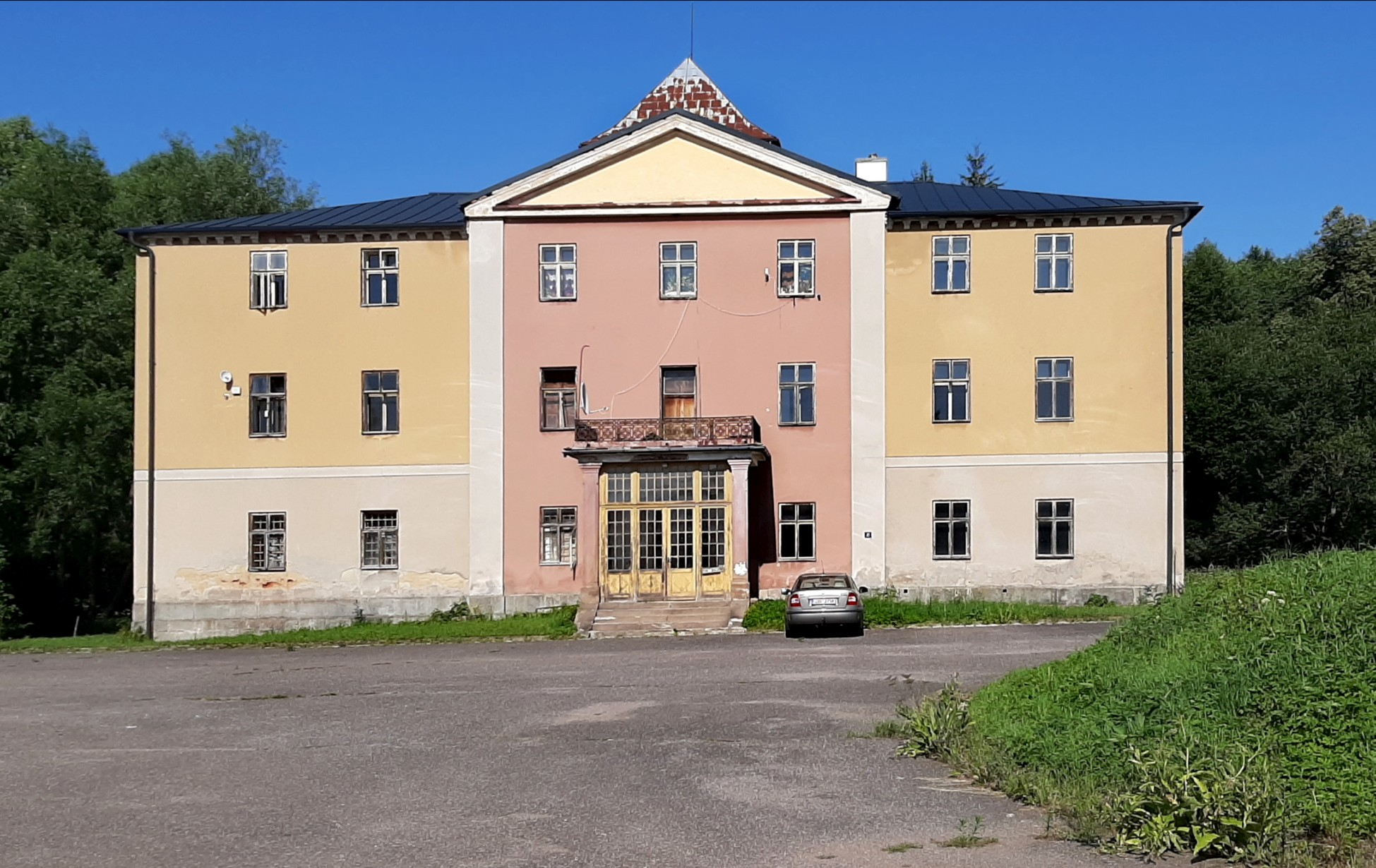
Zámek Staré Buky
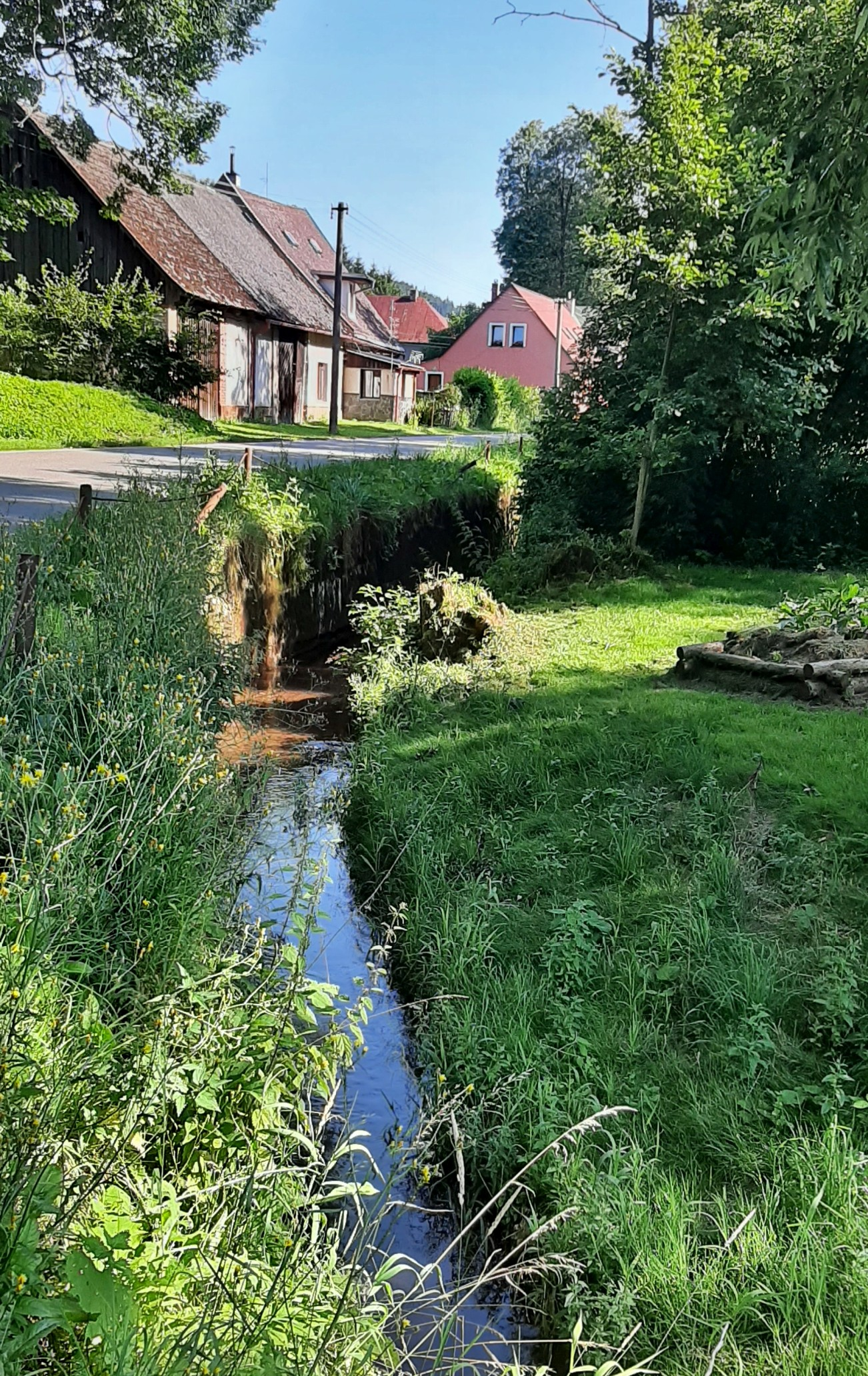
Starobucký potok
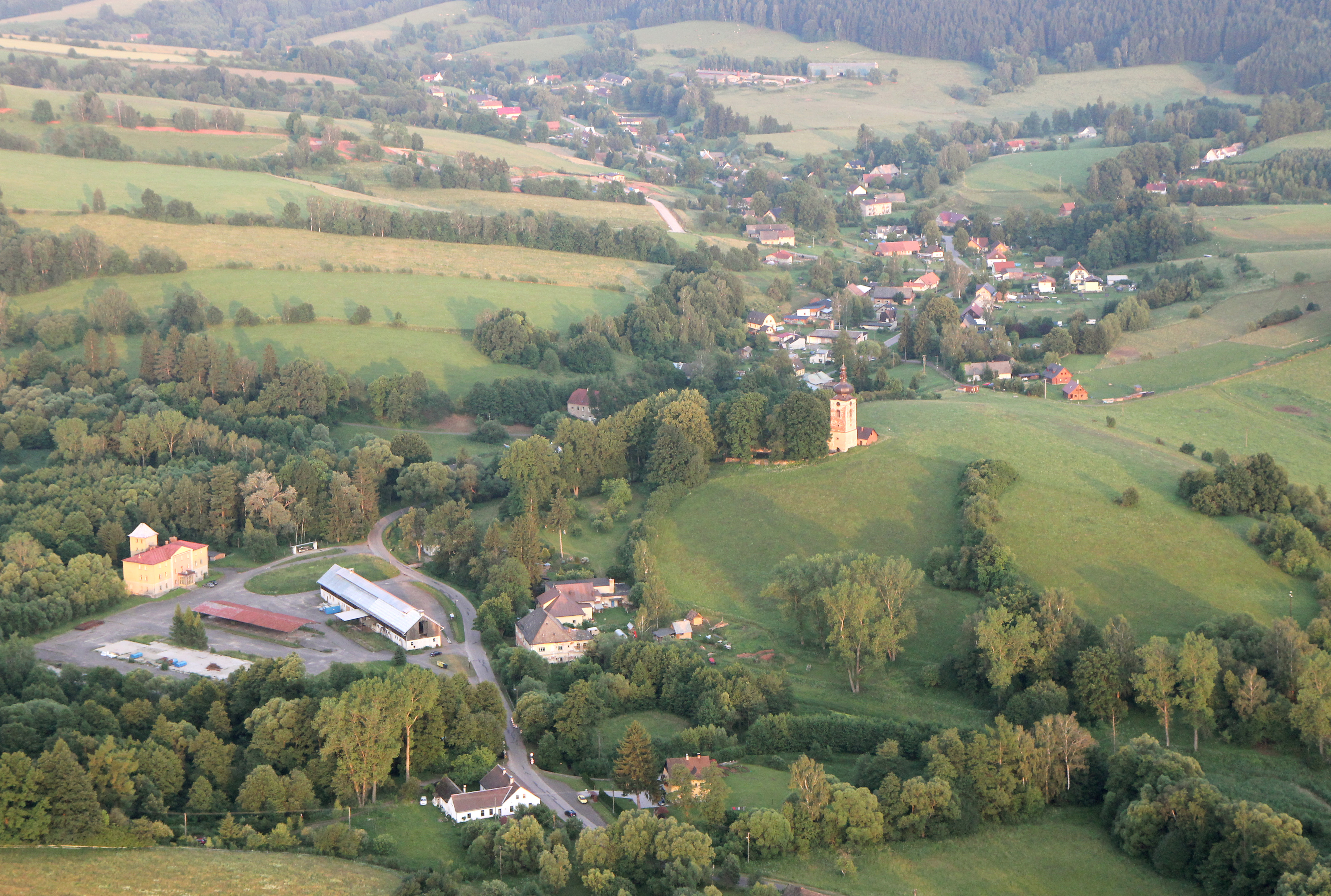
Letecký snímek
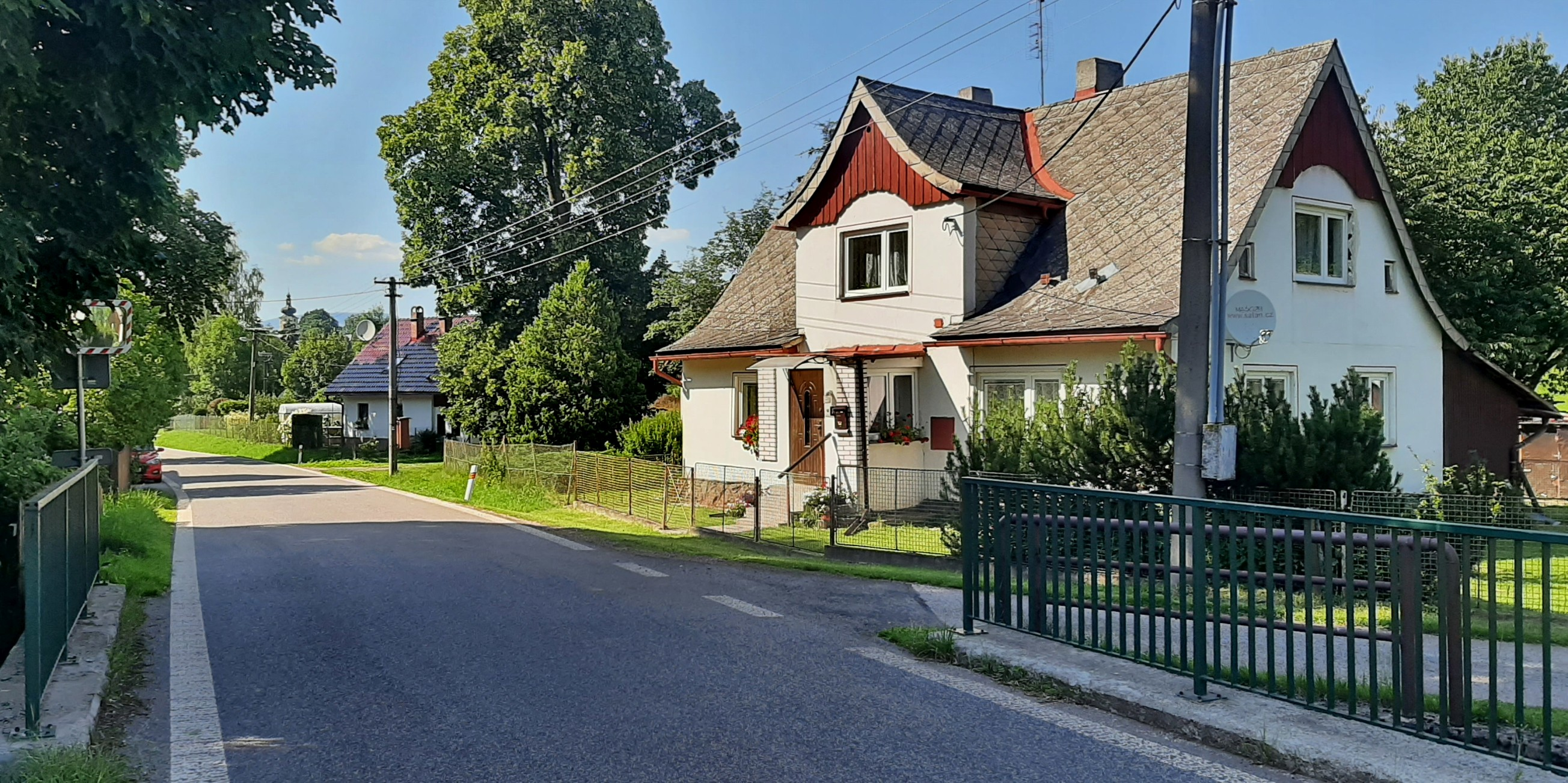
Prostřední Staré Buky